# Persone di nome Brendan
| Questa pagina contiene informazioni ricavate automaticamente dalle voci biografiche con l'ausilio del template Bio e di un bot. L'aggiornamento è periodico e automatico e ricostruisce completamente la pagina. Se manca una persona in questa lista, sei pregato di non aggiungerla, ma accertati piuttosto che la sua voce biografica contenga il template Bio e che i dati anagrafici siano correttamente compilati. Se il template Bio manca, inseriscilo tu stesso o, in alternativa, metti l'avviso {{tmp\|Bio}} che ne segnala la mancanza. Se i dati riportati sono sbagliati, correggi direttamente la voce biografica; le modifiche saranno visibili in questa lista entro pochi giorni. Per chiarimenti vedi il progetto antroponimi. La lista contiene solo le 77 persone che sono citate nell'enciclopedia e per le quali è stato implementato correttamente il template Bio. Pagina aggiornata al 16 ott 2024. |

Questa è una lista di persone presenti nell'enciclopedia che hanno il prenome Brendan, suddivise per attività principale.

## Allenatori di calcio(2)
- Brendan Ormsby, allenatore di calcio e ex calciatore inglese (Grimsby, n. 1960)
- Brendan Rodgers, allenatore di calcio e ex calciatore nordirlandese (Carnlough, n. 1973)

## Allenatori di pallacanestro(1)
- Brendan Malone, allenatore di pallacanestro statunitense (New York, n. 1942 - Armonk, † 2023)

## Artisti marziali misti(1)
- Brendan Schaub, artista marziale misto e ex giocatore di football americano statunitense (Aurora, n. 1983)

## Attori(17)
- Brendan Ryan Barrett, attore statunitense (Roseville, n. 1986)
- Brendan Cowell, attore e sceneggiatore australiano (Sydney, n. 1976)
- Brendan Coyle, attore britannico (Corby, n. 1963)
- Brendan Dooling, attore statunitense (Bellport, n. 1990)
- Brendan Fehr, attore canadese (New Westminster, n. 1977)
- Brendan Fletcher, attore canadese (Isola di Vancouver, n. 1981)
- Brendan Fraser, attore canadese (Indianapolis, n. 1968)
- Brendan Gleeson, attore irlandese (Dublino, n. 1955)
- Brendan Hill, attore statunitense (Los Angeles, n. 1988)
- Brendan Hines, attore e cantautore statunitense (Baltimora, n. 1976)
- Brendan Hunt, attore e doppiatore statunitense (Chicago, n. 1972)
- Brendan Kelly, attore irlandese (Dublino, n. 1964)
- Brendan Meyer, attore canadese (Kitchener, n. 1994)
- Brendan O'Carroll, attore e scrittore irlandese (Finglas, n. 1955)
- Brendan Penny, attore canadese (Ottawa, n. 1978)
- Brendan Robinson, attore statunitense (Portland, n. 1990)
- Brendan Sexton III, attore statunitense (Staten Island, n. 1980)

## Biatleti(1)
- Brendan Green, biatleta canadese (Hay River, n. 1986)

## Calciatori(8)
- Brendan Augustine, ex calciatore sudafricano (East London, n. 1971)
- Brendan Bradley, ex calciatore nordirlandese (Derry, n. 1950)
- Brendan Galloway, calciatore inglese (Harare, n. 1996)
- Brendan Hamill, calciatore australiano (Sydney, n. 1992)
- Brendan Hines-Ike, calciatore statunitense (Denver, n. 1994)
- Brendan Moloney, ex calciatore irlandese (Beaufort, n. 1989)
- Brendan O'Callaghan, ex calciatore irlandese (Bradford, n. 1955)
- Brendan Schoonbaert, calciatore belga (Gisenyi, n. 2000)

## Cantanti(2)
- Brendan Canning, cantante e musicista canadese (Toronto, n. 1969)
- Brendan Murray, cantante irlandese (Galway, n. 1996)

## Cantautori(1)
- Brendan Croker, cantautore, chitarrista e compositore britannico (Bradford, n. 1953 - Leeds, † 2023)

## Cestisti(6)
- Brendan Haywood, ex cestista statunitense (New York, n. 1979)
- Brendan Joyce, ex cestista e allenatore di pallacanestro australiano (Melbourne, n. 1959)
- Brendan Lane, ex cestista statunitense (Montpelier, n. 1990)
- Brendan McCann, ex cestista statunitense (Brooklyn, n. 1935)
- Brendan Teys, cestista australiano (Brisbane, n. 1990)
- Brendan Winters, ex cestista statunitense (Denver, n. 1983)

## Conduttori televisivi(1)
- Brendan Moar, conduttore televisivo e attore australiano (Sydney, n. 1969)

## Dirigenti d'azienda(1)
- Brendan Ingle, manager, allenatore di pugilato e pugile irlandese (Dublino, n. 1940 - Sheffield, † 2018)

## Dirigenti sportivi(1)
- Brendan Shanahan, dirigente sportivo e ex hockeista su ghiaccio canadese (Mimico, n. 1969)

## Drammaturghi(1)
- Brendan Behan, drammaturgo e scrittore irlandese (Dublino, n. 1923 - Dublino, † 1964)

## Giocatori di football americano(1)
- Brendan Langley, giocatore di football americano statunitense (Marietta, n. 1994)

## Hockeisti su ghiaccio(4)
- Brendan Cook, ex hockeista su ghiaccio canadese (Reston, n. 1983)
- Brendan Gallagher, hockeista su ghiaccio canadese (Edmonton, n. 1992)
- Brendan Guhle, ex hockeista su ghiaccio canadese (Edmonton, n. 1997)
- Brendan Morrison, ex hockeista su ghiaccio canadese (Pitt Meadows, n. 1975)

## Informatici(1)
- Brendan Eich, informatico statunitense (Pittsburgh, n. 1961)

## Mezzofondisti(1)
- Brendan Foster, ex mezzofondista britannico (Hebburn, n. 1948)

## Musicisti(3)
- Brendan Benson, musicista e cantautore statunitense (Royal Oak, n. 1970)
- Brendan B. Brown, musicista statunitense (Northport, n. 1973)
- Brendan Perry, musicista, cantante e polistrumentista inglese (Whitechapel, n. 1959)

## Nuotatori(2)
- Brendan Casey, nuotatore statunitense (n. 1996)
- Brendan Hansen, ex nuotatore statunitense (Havertown, n. 1981)

## Pallavolisti(1)
- Brendan Chang, pallavolista statunitense (Laytonsville, n. 1994)

## Pattinatori artistici su ghiaccio(1)
- Brendan Kerry, pattinatore artistico su ghiaccio australiano (Sydney, n. 1994)

## Piloti motociclistici(2)
- Brendan Clarke, pilota motociclistico australiano (Brisbane, n. 1984)
- Brendan Roberts, pilota motociclistico australiano (Adelaide, n. 1985)

## Politici(3)
- Brendan Boyle, politico statunitense (Filadelfia, n. 1977)
- Brendan Bracken, politico britannico (Templemore, n. 1901 - Londra, † 1958)
- Brendan Byrne, politico statunitense (West Orange, n. 1924 - Livingston, † 2018)

## Produttori discografici(2)
- Mr FijiWiji, produttore discografico e disc jockey statunitense (Pittsburgh, n. 1995)
- Bighead, produttore discografico e disc jockey statunitense (Lancaster, n. 1995)

## Rugbisti a 15(4)
- Brendan Cannon, ex rugbista a 15 australiano (Brisbane, n. 1973)
- Brendan Mullin, ex rugbista a 15 e imprenditore irlandese (Gerusalemme, n. 1963)
- Brendan Venter, ex rugbista a 15, medico e allenatore di rugby a 15 sudafricano (Johannesburg, n. 1969)
- Brendan Williams, ex rugbista a 15 australiano (Urberville, n. 1978)

## Sciatori freestyle(1)
- Brendan Mackay, sciatore freestyle canadese (Calgary, n. 1997)

## Scrittori(1)
- Brendan DuBois, scrittore statunitense (Dover, n. 1959)

## Tastieristi(1)
- Brendan O'Brien, tastierista e compositore statunitense (Atlanta, n. 1960)

## Tennisti(1)
- Brendan Evans, ex tennista statunitense (Pontiac, n. 1986)

## Velisti(1)
- Brendan Casey, velista australiano (n. 1977)

## Velocisti(1)
- Brendan Christian, ex velocista antiguo-barbudano (Saint John's, n. 1983)

## Vescovi cattolici(2)
- Brendan John Cahill, vescovo cattolico statunitense (Coral Gables, n. 1963)
- Brendan Oliver Comiskey, vescovo cattolico irlandese (Clontibret, n. 1935)

## Wrestler(1)
- Duke Hudson, wrestler australiano (Adelaide, n. 1990)